# カール・ベルンハルト・フォン・ザクセン＝ヴァイマル＝アイゼナハ
カール・ベルンハルト・フォン・ザクセン＝ヴァイマル＝アイゼナハ（ドイツ語: Herzog Karl Bernhard von Sachsen-Weimar-Eisenach, 1792年5月30日 - 1862年7月21日）は、ザクセン＝ヴァイマル＝アイゼナハ大公国の大公子。有能な将軍で、1815年のウィーン会議後はオランダ王国軍の司令官となった。カトル・ブラの戦い、ワーテルローの戦いではオランダ軍第2師団所属の第2旅団長として従軍した。

## 生涯
カール・ベルンハルトはザクセン＝ヴァイマル＝アイゼナハ公カール・アウグストとその妃でヘッセン＝ダルムシュタット方伯ルートヴィヒ9世の娘のルイーゼの間の第7子、実質的な次男として、ヴァイマルに生まれた。ベルンハルトはプロイセン軍に出仕し、1806年にはホーエンローエ＝インゲルフィンゲン将軍の指揮下で従軍している。その後1809年にはザクセン王国軍に移り、ヴァグラムの戦いではベルナドッテ将軍の麾下で戦った。
カトル・ブラの戦いにおいてベルンハルトの率いた第2師団所属第2旅団は、ウェリントン軍の中でカトル・ブラの交差点に最初に到着した部隊であった。ベルンハルトの軍は1815年6月15日にカトル・ブラの交差点に到達して以後、24時間近くにわたってカトル・ブラを占拠し続け、ウェリントン公爵と大勢の同盟軍が到着するまで、ミシェル・ネイ元帥が率いるフランス北部軍左翼から交差点を守り抜いた。ベルンハルトの旅団によるカトル・ブラ交差点での防戦の成功は、ワーテルロー戦役における旅団規模の軍事行動では最も目覚ましいものの一つであった。
ベルンハルトはワーテルローの戦いにおいても、ウェリントン軍の最左翼で同盟軍の司令官を務めた。ベルンハルトはワーテルロー以後はオランダ王国軍に将軍として仕え、ベルギー独立運動を弾圧した十日戦争で有能さを発揮し、1847年から1850年まではオランダ領東インドで軍隊を率いた。ベルンハルトは1862年にザクセン＝マイニンゲン公国のリーベンシュタインで死んだ。

## 子女
ベルンハルトは1816年5月30日にザクセン＝マイニンゲン公ゲオルク1世の娘イーダと結婚し、8人の子女をもうけた。
- ルイーゼ・ヴィルヘルミーネ・アーデルハイト（1817年 - 1832年）
- ヴィルヘルム・カール（1819年 - 1839年）
- アマーリエ・アウグステ・ツェツィーリア（1822年）
- ヴィルヘルム・アウグスト・エドゥアルト（英語版）（1823年 - 1902年） - 1851年に第5代リッチモンド公爵チャールズ・ゴードン＝レノックス（英語版）の娘オーガスタ（英語版）（後にドルンブルク伯爵夫人）と貴賤結婚
- ヘルマン・ベルンハルト・ゲオルク（1825年 - 1901年） - 1851年にヴュルテンベルク王ヴィルヘルム1世の娘アウグステと結婚
- フリードリヒ・グスタフ・カール（1827年 - 1892年） - 1870年にピエリーナ・マロッキア・ディ・マルカイーニ（後にナイペルク男爵夫人）と貴賤結婚
- アンナ・アマーリエ・マリア（1828年 - 1864年）
- アマーリア・マリア・ダ・グロリア・アウグスタ（英語版）（1830年 - 1872年） - 1853年にオランダ王子ヘンドリックと結婚